# Experiència
|  | Per a altres significats, vegeu «Experiència (desambiguació)». |

Experiència és un concepte general que comprèn el coneixement d'alguna cosa o d'algun fet, per mitjà de l'exposició a aquestes. Està molt lligada amb l'experiment i també a l'esdeveniment conscient. La pregunta filosòfica sobre què significa realment l'experiència ha estat constant al llarg de la tradició filosòfica.
Als darrers segles al món occidental, s'ha separat a la filosofia el coneixement empíric del mètode científic. També dins de la filosofia, Kant establí distincions entre el coneixement a priori (analític, independent de l'experiència) i el coneixement a posteriori (empíric, que prové de l'experiència o món exterior).

## Definició
Segons el Merriam-Webster Dictionary, "experiència" és "una observació directa o participació en esdeveniments com a base del coneixement". El terme "experiència" s'associa amb una varietat de significats estretament relacionats, per això es troben diverses definicions en la literatura acadèmica. Sovint s'entén l'experiència com un esdeveniment conscient. Això de vegades es restringeix a certs tipus de consciència, com la percepció o la sensació, a través de les quals el subjecte assoleix el coneixement del món. Però en un sentit més ampli, l'experiència inclou altres tipus d'esdeveniments conscients a més de la percepció i la sensació. És el cas, per exemple, de l'experiència de pensar o de l'experiència de somiar.
En un sentit diferent, "experiència" no es refereix als esdeveniments conscients en si mateixos, sinó al coneixement i la familiaritat pràctica que porten amb ells. Segons aquest significat, una persona amb experiència laboral o un excursionista experimentat és algú que té una bona familiaritat pràctica en el camp respectiu. En aquest sentit, l'experiència no es refereix a un procés conscient sinó al resultat d'aquest procés.
La paraula "experiència" comparteix una arrel llatina comuna amb la paraula "experimentació".

### Com a esdeveniment conscient
Sovint s'entén l'experiència com un esdeveniment conscient en el sentit més ampli. Això inclou diversos tipus d'experiències, com ara la percepció, la consciència corporal, la memòria, la imaginació, l'emoció, el desig, l'acció i el pensament. Normalment es refereix a l'experiència que té un individu determinat, però també pot prendre el significat de l'experiència viscuda per un grup d'individus, per exemple, d'una nació, d'una classe social o durant una determinada època històrica. La fenomenologia és la disciplina que estudia les estructures subjectives de l'experiència, és a dir, com és des d'una perspectiva en primera persona viure diferents esdeveniments conscients.
Quan algú té una experiència, se li presenten diversos elements. Aquests elements poden pertànyer a diverses categories ontològiques, per exemple, a objectes, propietats, relacions o esdeveniments.Veure un ocell groc en una branca, per exemple, presenta al subjecte els objectes "ocell" i "branca", la relació entre ells i la propietat "groc". Aquests elements poden incloure elements coneguts i desconeguts, el que significa que és possible experimentar alguna cosa sense entendre-la completament. Quan s'entenen en el seu sentit més ampli, els elements presents en l'experiència poden incloure elements irreals. Aquest és el cas, per exemple, quan es viuen il·lusions, al·lucinacions o somnis. En aquest sentit, es pot viure l'experiència d'un ocell groc en una branca encara que no hi hagi cap ocell groc a la branca. Les experiències poden incloure només articles reals, només articles irreals o una barreja entre tots dos. Els fenomenòlegs han fet diverses aproximacions sobre quines són les característiques bàsiques de l'experiència. Les característiques suggerides inclouen la consciència espacial-temporal, la diferència d'atenció entre el primer pla i el fons, la consciència del subjecte de si mateix, el sentit de l'agència i el propòsit, la consciència corporal i la consciència d'altres persones.
Quan s'entén en un sentit més restringit, només la consciència sensorial compta com a experiència. En aquest sentit, és possible experimentar alguna cosa sense entendre què és. Aquest seria el cas, per exemple, si algú visqués un robatori sense ser conscient del que passa exactament. En aquest cas, les sensacions provocades pel robatori constitueixen l'experiència del robatori. Aquesta caracterització exclou de l'experiència els tipus més abstractes de consciència. En aquest sentit, de vegades es considera que l'experiència i el pensament són dos aspectes separats de la vida mental. De vegades es fa una distinció similar entre experiència i teoria. Però aquestes opinions no són generalment acceptades. Els crítics sovint assenyalen que l'experiència implica diversos components cognitius que no es poden reduir a la consciència sensorial. Un altre enfocament és distingir entre experiència interna i externa. Així, mentre que la percepció sensorial pertany a l'experiència externa, també hi pot haver altres tipus d'experiència, com recordar o imaginar, que pertanyen a l'experiència interna.

### Com a familiaritat pràctica
En un altre sentit, l'experiència no es refereix als mateixos esdeveniments conscients sinó al coneixement que produeixen. En aquest sentit, és important que el coneixement es produeixi a través del contacte perceptiu directe amb el món exterior. Que el coneixement sigui directe vol dir que s'ha obtingut mitjançant l'observació immediata. Es pot obtenir tot tipus de coneixements de manera indirecta, per exemple, llegint llibres o veient pel·lícules sobre el tema. Aquest tipus de coneixement no constitueix experiència del tema, ja que el contacte directe en qüestió només afecta els llibres i les pel·lícules, però no el tema en si. Els objectes d'aquest coneixement s'entenen sovint com a objectes públics, que estan oberts a l'observació de la majoria de la gent normal.
El significat del terme "experiència" en el llenguatge quotidià sol veure el coneixement en qüestió no només com un coneixement teòric o un coneixement descriptiu. En canvi, inclou algun tipus de coneixement pràctic, és a dir, la familiaritat amb una determinada matèria pràctica. Aquesta familiaritat es basa en uns coneguts passats recurrents o actuacions. Sovint implica haver après alguna cosa de memòria i ser capaç de practicar-la amb habilitat en lloc de tenir una mera comprensió teòrica. Però els coneixements i les habilitats obtinguts directament d'aquesta manera normalment es limiten a regles generals. Com a tals, els manca la certesa científica que es produeix a través d'una anàlisi metodològica per part dels científics que condensa els coneixements corresponents sobre les lleis de la naturalesa.

## Naturalesa de l'experiència

### Intencionalitat
La majoria de les experiències, especialment les de tipus perceptiu, tenen com a objectiu representar la realitat. Això es pot expressar afirmant que tenen intencionalitat o es refereixen al seu objecte intencional. Si tenen èxit o són verídics, representen el món tal com és realment. Però també poden fallar, i en aquest cas donen una representació falsa. Tradicionalment es considera que tota experiència és intencionada. Aquesta tesi es coneix com a "intencionalisme". En aquest context, sovint s'afirma que tots els estats mentals, no només les experiències, són intencionats. Però en aquests debats se sol donar un protagonisme especial a les experiències, ja que semblen constituir la forma més fonamental d'intencionalitat. S'accepta generalment que totes les experiències tenen trets fenomenals, és a dir, que s'han de viure. Els opositors a l'intencionalisme afirmen que no totes les experiències tenen trets intencionals, és a dir, que els trets fenomènics i els trets intencionals es poden separar. Alguns presumptes contraexemples de l'intencionalisme impliquen experiències sensorials pures, com el dolor, de les quals s'afirma que no tenen components representatius. Els defensors de l'intencionalisme defensen que aquests estats tenen aspectes intencionats, per exemple, que el dolor representa un dany corporal. Les experiències místiques constitueixen un altre contraexemple putatiu. En aquest context, s'afirma que és possible tenir experiències de consciència pura en què la consciència encara existeix, però no té cap objecte. Però avaluar aquesta afirmació és difícil, ja que aquestes experiències es consideren extremadament rares i, per tant, difícils d'investigar.

### Conceptualitat i mite d'allò donat
Un altre debat es refereix a la qüestió de si totes les experiències tenen continguts conceptuals. Els conceptes són nocions generals que constitueixen els components fonamentals del pensament. Els continguts conceptuals solen contrastar amb els continguts sensorials, com ara veure colors o sentir sorolls. Aquesta discussió és especialment rellevant per a l'experiència perceptiva, de la qual alguns empiristes afirmen que només es compon de dades sensorials sense cap contingut conceptual.
La visió que aquest tipus d'experiència existeix i té un paper important en temes epistemològics ha estat denominada pels seus oponents com el "mite d'allò donat". "Donat" es refereix als continguts sensorials immediats i no interpretats d'aquestes experiències. Subjacent a aquesta discussió hi ha la distinció entre una experiència "nua" o "immediata" en contrast amb una experiència més desenvolupada. La idea darrere d'aquesta distinció és que alguns aspectes de l'experiència es donen directament al subjecte sense cap interpretació. Aquests aspectes bàsics s'interpreten després de diverses maneres, donant lloc a una experiència més reflexiva i conceptualment rica que mostra diverses noves relacions entre els elements bàsics. Aquesta distinció podria explicar, per exemple, com sorgeixen diverses percepcions defectuoses, com les il·lusions perceptives: es deuen a falses interpretacions, inferències o construccions del subjecte però no es troben al nivell més bàsic. En aquest sentit, sovint es remarca que l'experiència és producte tant del món com del subjecte. La distinció entre aspectes immediats i interpretats de l'experiència ha demostrat ser controvertida en filosofia, amb alguns crítics que afirmen que no hi ha un donat immediat dins de l'experiència, és a dir, que tot s'interpreta d'alguna manera. Un dels problemes d'aquesta crítica és que és difícil veure com podria començar qualsevol interpretació si no hi hagués res per interpretar al començament.
Entre els que accepten que hi ha alguna forma d'experiència immediata, hi ha diferents teories sobre la seva naturalesa. Els teòrics de dades sensorials, per exemple, sostenen que l'experiència immediata només consisteix en sensacions bàsiques, com ara colors, formes o sorolls. Aquest objecte donat immediat és per si mateix una massa caòtica no diferenciada que després s'ordena mitjançant diversos processos mentals, com l'associació, la memòria i el llenguatge, en els objectes quotidians normals que percebem, com ara arbres, cotxes o culleres. Els realistes ingenus, en canvi, consideren que aquests objectes materials quotidians en si mateixos són allò donat immediat. Alguns filòsofs han intentat abordar aquests desacords formulant característiques generals que posseeixen els continguts de l'experiència immediata o "allò donat". Sovint es considera que són privades, sensorials, senzilles i incorregibles. La privadesa es refereix a la idea que l'experiència pertany al subjecte que la viu i no és directament accessible per a altres subjectes. Aquest accés és, en el millor dels casos, indirecte, per exemple, quan l'experimentador explica als altres la seva experiència. La senzillesa vol dir, en aquest context, que el que es dona constitueix blocs bàsics lliures de qualsevol interpretació o inferència addicional. La idea que allò donat és incorregible ha estat important en moltes disputes tradicionals en epistemologia. És la idea que no ens podem equivocar en determinats aspectes de la nostra experiència. Des d'aquesta visió, el subjecte pot estar equivocat sobre les inferències extretes de l'experiència sobre la realitat externa, per exemple, que hi ha un arbre verd fora de la finestra. Però no es pot equivocar en certs aspectes més fonamentals de com ens semblen les coses, per exemple, que el tema es presenti amb una forma verda. Els crítics d'aquesta visió han argumentat que podem estar equivocats fins i tot sobre com ens semblen les coses, per exemple, que una conceptualització possiblement equivocada ja pot passar al nivell més bàsic.

### Transparència
Hi ha desacord entre els teòrics de l'experiència sobre si el caràcter subjectiu d'una experiència està totalment determinat pel seu contingut. Aquesta afirmació s'ha anomenat "transparència de l'experiència". Afirma que el que és viure una experiència només depèn dels elements que s'hi presentin. Això voldria dir que dues experiències són exactament iguals si tenen els mateixos continguts. Diversos filòsofs han rebutjat aquesta tesi, sovint amb l'argument que el que importa no és només el que es presenta sinó també com es presenta. Per exemple, la propietat de la rodonesa es pot presentar visualment, quan es mira una esfera, o de manera tàctil, quan es toca l'esfera. Els defensors de la tesi de la transparència han assenyalat que la diferència entre les experiències d'aquests exemples es pot explicar a nivell de contingut: una experiència presenta la propietat de rodonesa visual mentre que l'altra presenta rodonesa sentit. Altres contraexemples inclouen la visió borrosa, on la borrosa es veu com una representació defectuosa sense presentar l'objecte vist com a borrós. S'ha argumentat que només els universals presents en l'experiència determinen el caràcter subjectiu de l'experiència. Des d'aquesta visió, dues experiències que impliquen particulars diferents que instanciïn exactament els mateixos universals serien subjectivament idèntiques.